# Power to the People and the Beats: Public Enemy's Greatest Hits
Albums de Public Enemy
It Takes a Nation: The First London Invasion Tour 1987
(2005) New Whirl Odor
(2005)
Power to the People and the Beats: Public Enemy's Greatest Hits est la troisième compilation de Public Enemy, sortie le 2 août 2005.
L'album s'est classé 26e au Top R&B/Hip-Hop Albums et 69e au Billboard 200.

## Liste des titres
| No  | Titre                                  | Album original                                | Durée |
| --- | -------------------------------------- | --------------------------------------------- | ----- |
| 1.  | You're Gonna Get Yours                 | Yo! Bum Rush the Show                         | 4:05  |
| 2.  | Public Enemy No. 1                     | Yo! Bum Rush the Show                         | 4:41  |
| 3.  | Rebel Without a Pause                  | It Takes a Nation of Millions to Hold Us Back | 4:18  |
| 4.  | Bring the Noise                        | It Takes a Nation of Millions to Hold Us Back | 3:47  |
| 5.  | Don't Believe the Hype                 | It Takes a Nation of Millions to Hold Us Back | 5:19  |
| 6.  | Prophets of Rage                       | It Takes a Nation of Millions to Hold Us Back | 3:20  |
| 7.  | Black Steel in the Hour of Chaos       | It Takes a Nation of Millions to Hold Us Back | 3:43  |
| 8.  | Fight the Power                        | Fear of a Black Planet                        | 4:36  |
| 9.  | Welcome to the Terrordome              | Fear of a Black Planet                        | 5:26  |
| 10. | 911 Is a Joke                          | Fear of a Black Planet                        | 3:17  |
| 11. | Brothers Gonna Work It Out             | Fear of a Black Planet                        | 5:08  |
| 12. | Can't Do Nuttin' for Ya Man            | Fear of a Black Planet                        | 2:47  |
| 13. | Can't Truss It                         | Apocalypse 91... The Enemy Strikes Black      | 4:52  |
| 14. | Shut Em Down                           | Apocalypse 91... The Enemy Strikes Black      | 4:19  |
| 15. | By the Time I Get to Arizona           | Apocalypse 91... The Enemy Strikes Black      | 4:00  |
| 16. | Hazy Shade of Criminal                 | Greatest Misses                               | 4:50  |
| 17. | Give It Up                             | Muse Sick-n-Hour Mess Age                     | 4:43  |
| 18. | He Got Game (featuring Stephen Stills) | He Got Game                                   | 4:45  |